# 山椒魚戦争
『山椒魚戦争』（さんしょううおせんそう、チェコ語: Válka s mloky ）は、カレル・チャペックによる小説。ジャンルとしては終末テーマのSFである。しゃべる能力を持つオオサンショウウオが家畜となり、普及し、対立し、やがて人間を追いつめるまでを描いたものである。

## 概説
『山椒魚戦争』は、1935年9月23日から1936年1月12日まで新聞「リドヴェー・ノヴィニ」紙に連載された。書き上げられたのは1935年9月27日である。また、この作品について1936年3月29日に「本と山椒魚」の題で放送された講演の原稿があり、これは後にこの作品の前書きないし後書きとして単行本に採録されるのが通例となっている。
長編作品であり、章ごとに場所も登場人物も大きく変わる群像劇。多角的、博物学的に全体の事象を捉える視点があり、新聞記事の切り抜きを貼り合わせて構成された章まである。しかし例えばローレンス・スターンの『トリストラム・シャンディ』のように饒舌を重ねて物語がナンセンスに脱線していくメタ小説形式ではなく、飽くまでもそれら歴史学的視点や言語学視点、経済学視点、生物学的視点、社会学的視点など、様々な視点が寄り合わされるようにして一つの事象を見ていく物語形式になっている。
物語は、ごく小さくはじまり、非常に大きく発展する。すなわち、欧米人に知られていない離島に、現地の人間に恐れられている魔の入り江があり、そこに、二本足で立ち、人の言った言葉をオウムのように繰り返す知能の高い動物を発見する英国人のヴァン・トフ船長のエピソードからはじまる。船長は、それを見て一儲けしようとする。
作者チャペック自身の言葉によると、山椒魚を登場させた理由はヒト以外の動物が文明を築く可能性を取り上げる意図があったとしている。それが山椒魚であるのは、オオサンショウウオの化石がノアの洪水の犠牲者と見なされたという事例（ヨハン・ヤーコブ・ショイヒツァーを参照）があることから、ヒトと間違われたことがあるからには、代わりになる資格があるのだと述べている。

## 内容
3部からなっている。第1部は山椒魚の登場を、第2部は発展を、第3部は人類との戦争を描いている。

### 第1部 アンドリアス・ショイフツェリ
1章 - 5章

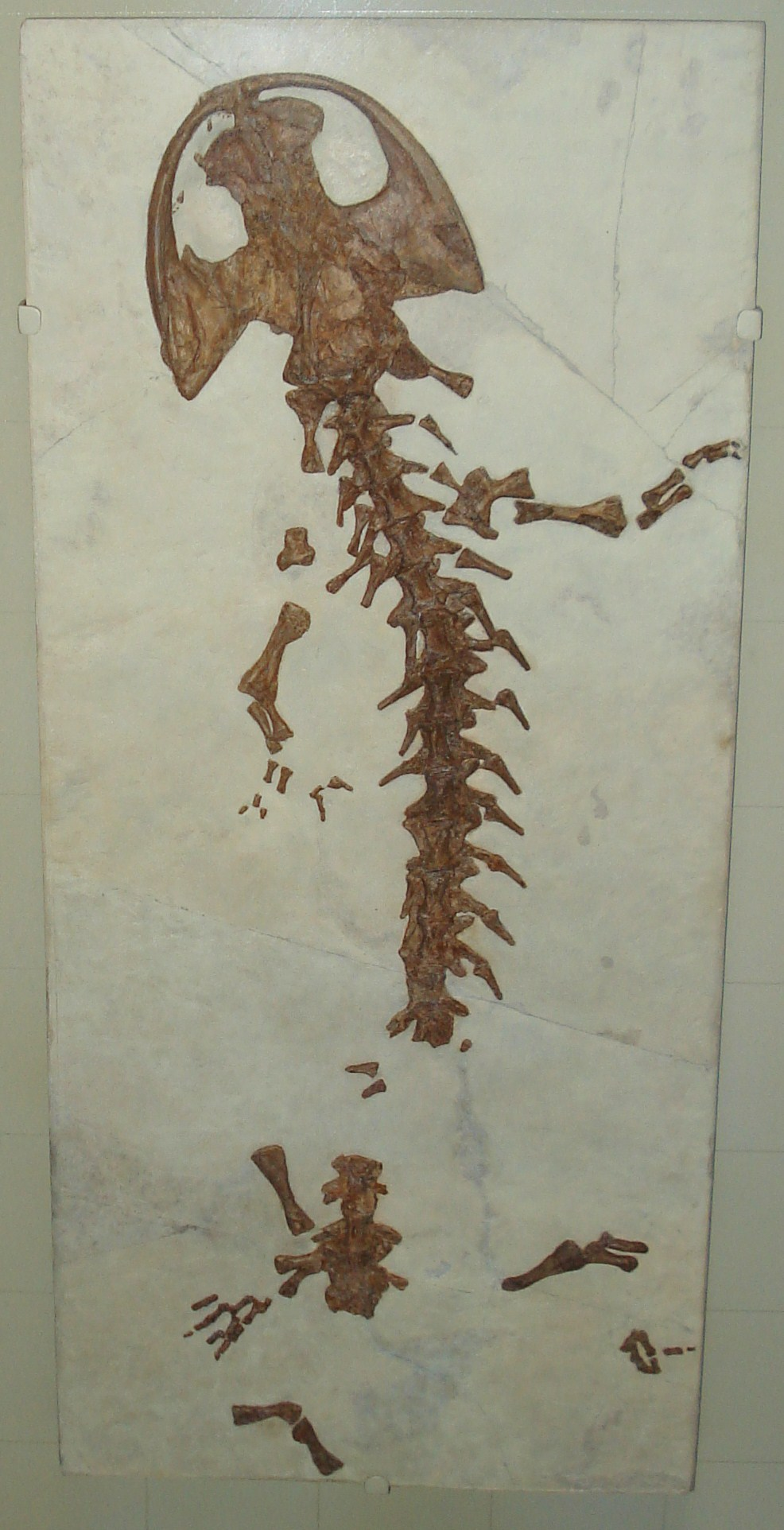
本作の山椒魚のモデルとなった、ヨーロッパオオサンショウウオ Andrias scheuchzeri の化石標本

個々には挿話的なエピソードによって、インドネシア近海でのオランダ船の船長であるヴァン・トフがインドネシアのある島の入り江に住む山椒魚に遭遇したこと、彼らが言葉を理解すること、道具を扱えること、そして教えると真珠を海底から探してくることを発見したことが示される。彼はこれを新たな形の真珠採取の事業とするために大企業家であるG.H.ボンディを訪ね、協力を取り付ける。
6章-11章
インドネシアの小島に出かけた若者たちが山椒魚に遭遇する。これは山椒魚の生息地の拡張にもかかわるが、この事件によって山椒魚の存在が知れることになった。学問研究も行われ、見せ物などにも登場し、山椒魚が会話できることが広く知られるようになる。しかし、むしろありふれた生き物として認知が定着したという風である。
12章
ヴァン・トフが死去。ボンディは、これを機に山椒魚による真珠採取から撤退し、山椒魚に関わるありとあらゆる産業をとりまとめる一大シンジケートの立ち上げを宣言し、彼らを海中での諸作業に使えること、それによって人類は海底の開発に着手することができると演説した。この時点で、把握されているだけで山椒魚が600万頭になっている。
付録
山椒魚の配偶行動とそこから発展してサンショウウオの習性に関するレポート。

### 第2部 文明の階段を登る
ボンディ宅の門番だったポヴォンドラ氏は、自身がヴァン・トフを入室させたことをきっかけに山椒魚が広まったことを誇りに思い、山椒魚に関する新聞記事の切り抜きを始めた。この第2部は、そのことを紹介した後、彼の集めた記事を時系列によって並べ直し、山椒魚の発展の軌跡を紹介するという形をとる。そのため、あちこちに形の異なる記事の部分が挿入されており、中には、実在する著名人のコメントが差しはさまれたり、架空の書籍によるありそうなコメントが引用されていたりなど、パロディ的視点のコミカルな要素も多いストーリー展開となっている。
博覧強記のチャペックといえども、アジアの事情まではよくわからなかったようで、中には日本語の記事が1本あり、版によって違いがあるが手書き文で書かれたそれは、日本語らしき体裁ではあるが、意味を読み取ることはできない。さらに何語ともつかない記号の羅列も一つあり、これらは文学におけるインチキ外国語の事例である。
続く物語では、山椒魚利用が世界に広がったこと、それに併せて学問も普及し、彼らの生活も向上したことが示され、そしてそれによって人類にも多くの富がもたらされた。しかし、次第に彼らは独自性を持ち始めたことも明らかにされる。
この時点での山椒魚は、人類にとって、かつての黒人奴隷以上に文句を言わない低コストの労働力が簡単に手に入るという側面が大きく、山椒魚の飼育と販売は人類になくてはならない産業に発展していくが、一方で、会話までできるようになった山椒魚に対し、様々な立場の人間が山椒魚の人権を唱えたり、キリスト教の洗礼を受けさせられないか考えたり、政治闘争に巻き込めないか山椒魚に打診する者が現れるなど、人類がかんかんがくがくの議論を重ねている間に、第3部へと突入していく。
この部の最終章では、再びポヴォンドラ氏の独り言が挿入されるが、そこでは山椒魚が戦争と関わりを持ち始めたことが示され、彼は自分がそのきっかけを作ったことに不安を感じている。

### 第3部 山椒魚戦争
山椒魚は実はこれ以前から人と戦った歴史をわずかながら持っていた。また、各国が次第に山椒魚に武装させ、海面下で小競り合いが起こるようになった。すでに山椒魚の個体数は人間を遙かに超え、人間社会は山椒魚に強く依存するようになっていた。それを危惧する識者も現れ、山椒魚は危険だと標榜する怪文書が出回る。
そうしたある日、アメリカ海岸線で大規模な地震が起き、陸地が広く水没した。続いて中国、アフリカと同様な事件が起こった。地球の火山活動が活発化し、地殻が破壊しはじめたと、世界中で憶測による報道がなされた。そんな折り、世界中のラジオの電波を妨害するような強力な電波がどこからか発せられた。世界中の人間は、そのラジオ放送の声に耳を傾ける。があがあとした蛙のような声は、「ハロー、ハロー、ハロー、山椒魚総統（チーフサラマンダー）が話されます」と言った。続く山椒魚総統の声明。「地震により失われた人命に哀悼の意を表明する。我々は犠牲は求めない、指定する海岸から人間は立ち退いてもらいたい。そうすれば、無駄な死は避けられる」と。地震はすべてが山椒魚により引き起こされたこと、それは単に技術テストであったこと、山椒魚には浅い海域がより多く必要であるため、今後は本格的に海底を増やすこと。「海底を切り開くための鋼鉄や爆薬を人間は供給してほしい、地上世界を解体するために人間は山椒魚に協力してほしい」。悪びれもせずに言われた言葉のあとには、人間のラジオ放送をなぞるように、人類がつくったヒットソングまで流れ、不気味なほど悪意は不在だった。もちろん、西側諸国やアメリカを中心とした各国はこれに反発し、軍艦を出撃するなど山椒魚への軍事行動を試みるが、あっけなく撃沈されてしまう。さらに山椒魚たちは、人間の航路や運河をことごとく封鎖し、人類は窮地に立つ。これが戦争と言えるなら、まことに奇妙な戦争だった。各国は山椒魚に宣戦布告しようにも、山椒魚国家も政府も存在しないからだ。人類が山椒魚を便利に使っている間に、山椒魚たちは、世界人口の７～２０倍にも増加しており、海底には工場、石油坑、海草農場、ウナギ養殖場、水力その他自然動力源の利用設備などが揃い、山椒魚たちはそれを意のままに操れるようになっていた。人間が水に毒を流して山椒魚を駆逐しようとすると、山椒魚は報復として毒ガスにより人類を苦しめた。このように山椒魚は人間文明のすべてを継承していたのである。山椒魚は、人間に対し、海中でふんだんに採れる金（きん）と引き換えに、陸地を売れと交渉する。交渉は決裂するが、選択の余地はなく都市は次々に海底に消えていった。
そして、引退したポヴォンドラ氏の元にも山椒魚と水没の影が迫り、「自分が面会を許可したせいでこんなことになった」というポヴォンドラ氏の嘆きが入る。
物語はほぼここで終了し、11章では作者の「いずれ山椒魚たちは内戦を始めて滅亡し、人類は九死に一生を得るだろう」というメタフィクション的な自問自答が挿入され、山椒魚たちの未来も必ずしも明るくはないことが示される。だが、本編末尾は「（山椒魚たちが滅びたあと）そこから先は、僕にもわからないさ」の一文で終わり、山椒魚が滅びても人類の未来は明るいとは限らないことを暗喩して、物語は終わる。

## 位置づけ
チャペックは「ロボット」という言葉を作ったことでも知られるが、その作品 R.U.R. は人間の助けとなるように開発された人造人間によって人類が滅ぼされる物語であった。主題は「科学や技術の発展は本当に幸せをもたらすのか、いつか不幸を呼ぶのではないか」というところにあった。その流れは確実にこの作品にも受け継がれている。そして、それに民族主義や全体主義への警戒感が重なって見える。
チャペックの研究家であるミロスラフ・ハリークによると、この作品の最後の章の草稿の端に、「この章の主人公は民族主義だ（以下略）」との書き込みがあったという。特にはっきりしているのは、アドルフ・ヒトラーへの敵視である。作者の言葉としている最後の章では、山椒魚総統が実は人間であり、本名アンドレアス・シュルツェ、第一次世界大戦には曹長だったと述べられているのは、あからさまにこれを示している。また、山椒魚の未来について、レムリア山椒魚とアトランティス山椒魚に分かれて対立が起きると言っているのも、第二次世界大戦後の東西対立を予測したかのように見える。
このように政治色の強い作品であったため、問題となることも多かった。直接的な批判の対象となったファシストからは強い反発があり、爆弾を送りつけられたこともあったという。チャペックの死の翌年、ナチス・ドイツ軍はチェコ全土を占領したが、その際、ゲシュタポが彼の家にやってきた。チャペック夫人は夫が前年に死亡した旨、皮肉を込めて丁寧に返事したという。当然ながら占領時代、この作品は発禁であった。また、共産党政権下では一部の削除が行われた例もある。

## 日本語訳
- 樹下節訳『山椒魚戦争』世界文化社、1953年2月。
  - 三一書房〈三一新書〉、1956年9月。
  - 角川書店〈角川文庫〉、1967年10月。
- 松谷健二訳『山椒魚戦争』東京創元社〈創元SF文庫〉、1968年2月
- 栗栖継訳『山椒魚戦争』 - 最初のチェコ語からの完訳。
  - 『世界SF全集 9 エレンブルグ チャペック』早川書房、1970年10月
  - 早川書房〈ハヤカワ・SF・シリーズ〉、1974年。
  - 岩波書店〈岩波文庫〉、1978年7月。 ISBN 4-00-327741-4
  - 早川書房〈ハヤカワ文庫〉、1998年11月。 ISBN 4-15-011252-5
- 小林恭二・大森望訳『山椒魚戦争』小学館〈地球人ライブラリー〉、1994年11月。 ISBN 4-09-251008-X
- 栗栖茜訳『サンショウウオ戦争』海山社、2017年10月。 ISBN 4-904153-11-1